# Parepisparis crenulata
Parepisparis crenulata là một loài bướm đêm trong họ Geometridae.